# Fort Wayne Mad Ants 2014-2015
La stagione 2014-15 dei Fort Wayne Mad Ants fu l'8ª nella NBA D-League per la franchigia.
I Fort Wayne Mad Ants arrivarono secondi nella Central Division con un record di 28-22. Nei play-off vinsero la semifinale di conference con i Maine Red Claws (2-0), la finale di conference con i Canton Charge (2-0), perdendo poi la finale NBA D-League con i Santa Cruz Warriors (2-0).

## Roster
| N° | Naz.                   | Ruolo | Sportivo               | Anno | Alt. | Peso |
| -- | ---------------------- | ----- | ---------------------- | ---- | ---- | ---- |
| 10 | Australia (bandiera)   | A     | Bennie Lewis           | 1987 | 203  | 93   |
| 10 | Stati Uniti (bandiera) | G     | Gary Talton            | 1990 | 185  | 74   |
| 11 | Stati Uniti (bandiera) | A     | C.J. Fair              | 1991 | 203  | 98   |
| 12 | Canada (bandiera)      | G     | Myck Kabongo           | 1992 | 191  | 82   |
| 12 | Stati Uniti (bandiera) | G     | Trey McKinney-Jones    | 1990 | 196  | 91   |
| 12 | Stati Uniti (bandiera) | G     | Russ Smith             | 1991 | 183  | 77   |
| 13 | Brasile (bandiera)     | A     | Bruno Caboclo          | 1995 | 206  | 91   |
| 13 | Stati Uniti (bandiera) | G     | Erick Green            | 1991 | 191  | 84   |
| 13 | Stati Uniti (bandiera) | A     | Titus Rubles           | 1991 | 203  | 100  |
| 14 | Stati Uniti (bandiera) | GA    | Andre Emmett           | 1982 | 196  | 104  |
| 15 | Stati Uniti (bandiera) | G     | Matt Bouldin           | 1988 | 196  | 98   |
| 15 | Stati Uniti (bandiera) | G     | Marcus Hall            | 1985 | 185  | 86   |
| 17 | Stati Uniti (bandiera) | G     | Greg Foster            | 1989 |      | 82   |
| 17 | Stati Uniti (bandiera) | G     | John Jenkins           | 1991 | 193  | 98   |
| 17 | Stati Uniti (bandiera) | A     | Will Sheehey           | 1992 | 201  | 91   |
| 18 | Stati Uniti (bandiera) | GA    | Dahntay Jones          | 1980 | 198  | 102  |
| 18 | Stati Uniti (bandiera) | G     | Xavier Thames          | 1991 | 191  | 85   |
| 20 | Stati Uniti (bandiera) | G     | Marcus Simmons         | 1988 | 198  | 98   |
| 21 | Stati Uniti (bandiera) | G     | Jordan Crawford        | 1988 | 193  | 88   |
| 21 | Stati Uniti (bandiera) | GA    | Glen Rice              | 1991 | 198  | 93   |
| 22 | Stati Uniti (bandiera) | A     | Ramon Harris           | 1988 | 201  | 100  |
| 23 | Stati Uniti (bandiera) | A     | Titus Rubles           | 1991 | 203  | 100  |
| 23 | Stati Uniti (bandiera) | G     | David Teague           | 1983 | 196  | 89   |
| 23 | Stati Uniti (bandiera) | A     | Noah Vonleh            | 1995 | 206  | 112  |
| 23 | Stati Uniti (bandiera) | G     | C.J. Wilcox            | 1990 | 196  | 91   |
| 24 | Stati Uniti (bandiera) | A     | Chris Porter           | 1978 | 201  | 97   |
| 32 | Stati Uniti (bandiera) | AC    | Mike Muscala           | 1991 | 211  | 108  |
| 32 | Brasile (bandiera)     | C     | Lucas Nogueira         | 1992 | 213  | 100  |
| 32 | Stati Uniti (bandiera) | AC    | Shayne Whittington     | 1991 | 211  | 108  |
| 33 | Stati Uniti (bandiera) | AC    | Adreian Payne          | 1991 | 208  | 111  |
| 34 | Stati Uniti (bandiera) | A     | William Frisby         | 1981 | 203  | 107  |
| 34 | Nigeria (bandiera)     | C     | Chukwudiebere Maduabum | 1991 | 206  | 95   |
| 50 | Stati Uniti (bandiera) | C     | Travis Hyman           | 1987 | 213  | 111  |

## Staff tecnico
- Allenatore: Conner Henry
- Vice-allenatore: Jaren Jackson
- Preparatore atletico: Matt Campbell